# ジョルジュ・ライエ
ジョルジュ・ライエ（Georges Antoine Pons Rayet、1839年12月22日 - 1906年6月14日）は、フランスの天文学者。シャルル・ウォルフとともに、ウォルフ・ライエ星と呼ばれる通常の恒星と異なるスペクトルをもつ星を発見した。

## 生涯
1839年12月22日、ボルドーで上流中産階級の家に生まれた。1859年に高等師範学校に入学し、3年後に物理学の学士号を取得。オルレアンのリセで1年間教職に就いた後、1863年にパリ天文台に新設された天気予報の部門で職を得た。
天気予報に従事する傍ら、ライエはシャルル・ウォルフの研究に参加して天文学の研究にも従事した。彼らは明るい彗星のスペクトルを得ようと分光観測技術の向上に取り組んでいた。1866年5月4日に出現した新星を分光観測した際に、スペクトル中にこれまで観られなかった明るいバンドを発見した。爆発後の新星の進化過程で見られるこの現象は、現在では彼らの名前を取って「ウォルフ=ライエ段階 (Wolf-Rayet stage)」と呼ばれる。
さらに、恒星が同様のスペクトルを示すかどうかを系統的に調べることを試み、1867年にはくちょう座にそのような星を3つ発見した。これらの天体は、現在では「ウォルフ・ライエ星」と呼ばれる。ウォルフ・ライエ星は大質量星の一生の末期の姿であり、やがてII型超新星爆発を起こすものと考えられている。
1868年には、日食の観測のためパリ天文台のマレー半島遠征に参加し、分光観測を担当した。このときのプロミネンスのスペクトル観測記録は、同じ日食をインドで観測したジュール・ジャンサンの記録とともにこの分野の研究進展に寄与した。その後ライエは太陽大気とプロミネンスの分光観測に専念し、太陽のスペクトル中に見られる輝線を元素のスペクトル線と同定することで太陽の物理的構造の理論を発展させた。1871年にこの分野の研究で博士号を取得した。
1873年にはパリ天文台の台長に再任されたユルバン・ルヴェリエによって気象局の運営を任されたが、嵐の予報の実用化を進めたいルヴェリエに反対したことから1年も経たずに解任された。ライエはこの年にマルセイユ大学理学部で物理学の講師となり、1876年にはボルドーで天文学教授に任命された。1878年、ボルドー近郊のフロワラックに建設される天文台の台長に任命され、1879年からその任に就いた。
ライエは天文学史にも関心があり、ギリシャの日時計や天体写真の歴史についての研究も遺している。
1906年6月14日、肺の病が原因で他界した。